# 岩出雅之
岩出 雅之（いわで まさゆき、Masayuki Iwade、1958年2月21日 - ）は、日本のラグビー指導者、元ラグビー選手。帝京大学ラグビー部前監督、帝京大学スポーツ医科学センター教授、帝京大学スポーツ局局長。元高校ラグビー日本代表監督。

## 経歴

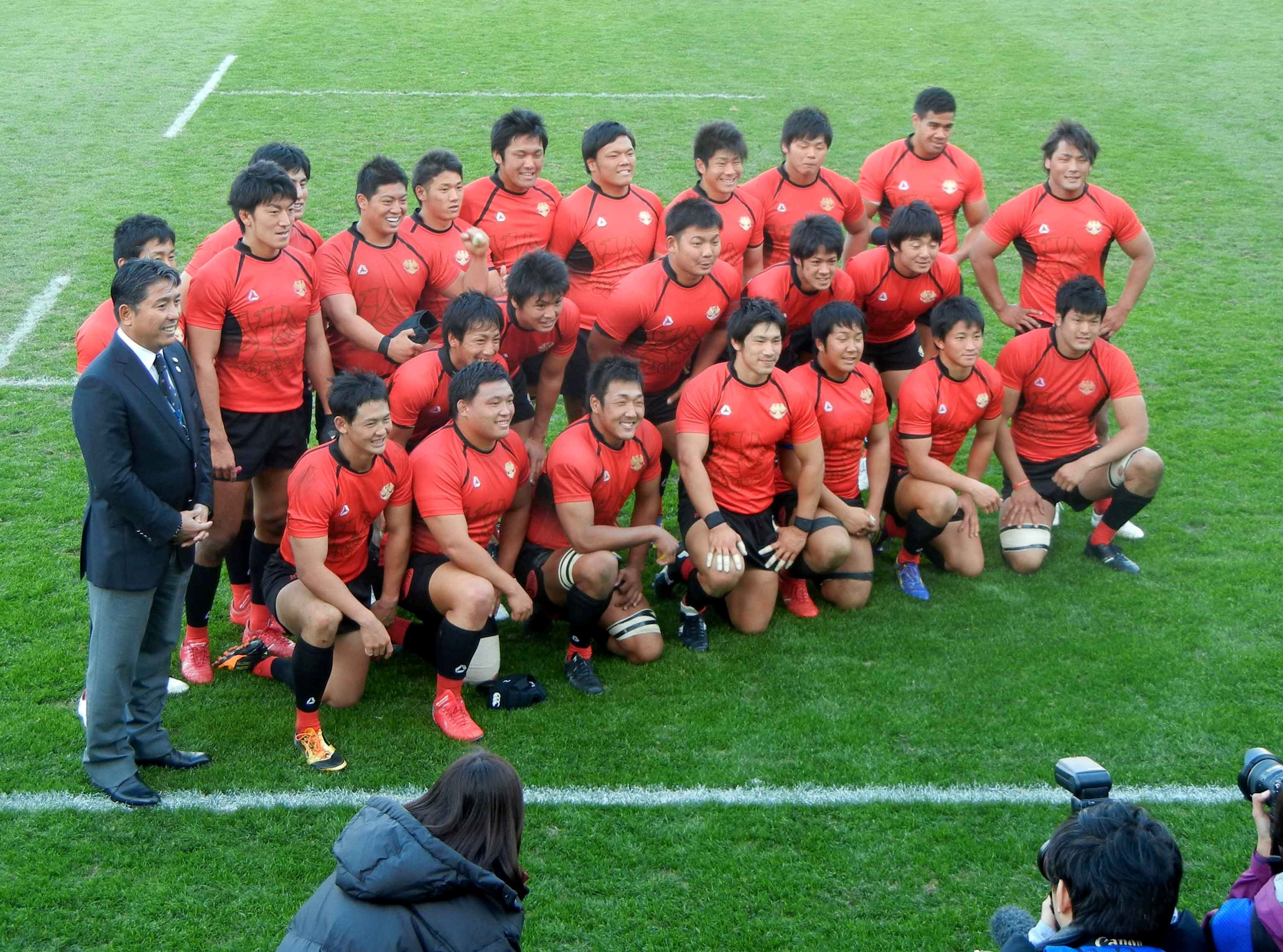
左端岩出雅之（2013年11月・秩父宮ラグビー場）

1958年、和歌山県新宮市生まれ。新宮高校を経て1980年、日本体育大学体育学部卒業。日体大ラグビー部ではフランカーとしてレギュラーで活躍し、大学4年次には主将としてチームをまとめた。1978年全国大学ラグビー選手権大会では決勝で明治大学を破り同大学2度目の大学日本一に輝いた。
日本体育大学を卒業後、滋賀県の教員採用試験に合格、県内の公園管理勤務を経て中学校教員を歴任。野球部の顧問を務める。その後滋賀県立八幡工業高等学校に教員として勤務。同校を7年連続花園出場に導いた。のちに滋賀県教育委員会に赴任。
高校ラグビー日本代表監督を歴任し、1996年より帝京大学ラグビー部監督、帝京大学経済学部講師に就任。2005年4月に同学部助教授に昇格。2007年4月に帝京大学医療技術学部スポーツ医療学科助教授に移籍。2011年4月に同教授に昇格。現在はスポーツ医科学センター教授として、スポーツ心理学やスポーツ方法実習（ラグビー）などの授業を担当する傍ら、スポーツ医科学センター執行役員や帝京大学のグループ校である帝京平成大学評議員も務める。2022年3月に帝京大学ラグビー部監督を退任（後任はフォアードコーチの相馬朋和）、4月からは大学内に新設されたスポーツ局の局長を務める。
第46回（2009年度）全国大学ラグビーフットボール選手権大会では決勝で東海大学に勝利し同部を創部40年目にして初の大学日本一に導いた。また翌年の第47回（2010年度）は決勝で早稲田大学に勝利、さらに翌年の第48回（2011年度）も決勝で天理大学に勝利し、今まで同志社大学しか達成していなかった史上2校目となる全国大学ラグビーフットボール選手権大会3連覇を達成。そして第49回（2012年度）も決勝で筑波大学に勝利し、史上初の4連覇を達成した。その後はさらなる連覇と日本ラグビーフットボール選手権大会における対トップリーグ勢戦での勝利を目標に掲げ、2013年度の全国大学ラグビー選手権決勝で早稲田大学を、続く2014年度(第51回)では筑波大学を破り、連覇の記録を6と更新した。そして同年度の日本選手権1回戦
でNECグリーンロケッツに31-25で勝利し、悲願の「打倒トップリーグ」を達成した（その後、連覇の記録を9まで伸ばした）。
自身が監督に就任した当初、チームのプレースタイルはディフェンシブであったが、少しずつできることを増やし、次第にボールを大きく動かすスタイルに変貌を遂げた。コーチングスタッフを充実させ、アスレチックトレーナーや管理栄養士が最高のパフォーマンスを実現するサポート体制を整え、トレーニング、栄養、休養のバランスをとりながら、選手の肉体改造に着手。血液検査で疲労度を測るなど、そのアプローチはトップリーグ顔負けのものとなった。クラブハウス周辺地域の清掃活動や、子供たちへのラグビー普及活動など、選手の人間性を高める指導も怠りなかった。その強化体制に魅力を感じて、帝京大学にやってくる意識の高い選手も増えている。2014年のインタビューでは「サインプレーや作戦は楽しいことだから誰でも発見します。でも、住みやすい環境を作ることが第一。戦略の肝となるところは年度で上げ、できないことは次年度に回す。欲張ると練習時間が長くなり、食事や睡眠時間に影響する。睡眠時間を確保してあげないと、若い体も悲鳴をあげます。集中力が欠けないように配慮していくと怪我も減ります。学生の未来に対して無責任なことはできません」と話している。
2015年の紀の国わかやま国体のチーム和歌山応援団団長に選ばれた。

## 専門分野
- スポーツ方法学（ラグビーフットボール）
- スポーツ経営学（スポーツマネジメント）

## 著書
- 『信じて根を張れ！～楕円のボールは信じるヤツの前に落ちてくる～』（小学館・2010/9発行・224ページ・ISBN 4098401215）
- 『負けない作法』（森吉弘との共著・集英社・2015/3発行・240ページ・ISBN 4087860515）
- 『常勝集団のプリンシプル』（日経BP・2018/3発行・248ページ・ISBN 4822255549）